# Ip Man 3
Ip Man 3 er en biografisk kampsport film baseret på livet af Ip Man, en stormester for kampsporten Wing Chun og lærer af Bruce Lee. Filmen blev instrueret af Wilson Yip, og har Donnie Yen i hovedrollen som Ip Man.

## Medvirkende
- Donnie Yen som Ip Man (葉問)
- Zhang Jin som Cheung Tin-chi (張天志)
- Lynn Hung som Cheung Wing-sing (張永成)
- Patrick Tam som Ma King-sang (馬鯨笙)
- Karena Ng som Miss Wong (黃老師)
- Kent Cheng som Fat Po (肥波)
- Bryan Leung som Tin Ngo-san (田傲山)
- Louis Cheung som Tsui Lik (徐力)
- Danny Chan som Bruce Lee (李小龍).
- Mike Tyson som Frank
- Tats Lau som the school principal.
- Babyjohn Choi som avis reporter.
- Yu Kang som Master Tam.
- Lo Mang som Master Law, som også optrådte i den tidligere film.
- Leung Siu-hung som Master Lee.
- Chen Chao som Master Chan.
- Sarut Khanwilai som den thailandske bokser.